# Pian del Tivano
Il Pian del Tivano è un pianoro carsico posto nel Triangolo Lariano, in provincia di Como, a circa 1000 m di quota ed è confinato a nord dal Monte San Primo. 

## Geografia fisica
Il pianoro è stato formato da depositi glaciali, deposti su un terreno calcareo.
Il carsismo della zona è testimoniato dai numerosi inghiottitoi ivi presenti. 
In questa zona è situata l'attuale grotta più lunga d'Italia, denominata Complesso della Valle del Nose, la quale si estende per un totale di oltre 63 km in sviluppo reale. Tale complesso è formato dall'unione delle seguenti caverne:
- Grotta Tacchi, il cui nome si deve a un macellaio che per anni la usò come cantina per i propri salumi[1];
- Grotta Zelbio[1], convergente nella Grotta Tacchi;
- Boeucc di Bianchen;
- Abisso Stoppani,[2] presso la Capanna Stoppani, il quale misura 19 km di lunghezza[3];
- Grotta Fornitori,[4] nota anche come Ingresso Fornitori.

L'attuale lunghezza del complesso si deve alla scoperta deI collegamento tra le grotte Stoppani e Tacchi, avvenuta grazie alla collaborazione di vari gruppi di speleologi, provenienti da tutta la Lombardia  ma afferenti a un medesimo progetto di ricerca .
Da ricordare anche il complesso detto Bus della Niccolina o Grotta della strega Niccolina, lungo 5 km, dentro cui venne ritrovato un recipiente per liquidi di età romana. All'interno di questo complesso trovano posto una serie di formazioni cristalline. 

## Turismo

### Sport invernali
Negli anni Settanta si decise di realizzare una stazione sciistica anche al Pian del Tivano. A metà degli anni Settanta vennero, quindi, realizzati tre skilift, a servizio di una decina di chilometri di piste. La quota poco elevata e l'esposizione sfavorevole determinarono, però, una difficoltà nell'aprire con continuità la stazione. Ne conseguì una scarsa fruizione delle piste, che portò alla chiusura definitiva degli impianti a metà degli anni Ottanta. Oggi gli skilift sono ancora visibili, in stato di abbandono, ormai totalmente ricoperti dalla vegetazione. 

Il Pian del Tivano è, invece, tuttora frequentato dagli appassionati di sci di fondo, che qui trovano un anello di circa 10 km.

### Altro
Il Pian del Tivano è molto frequentato dai motociclisti per i panorami mozzafiato e le strade favolose, ottime per le scampagnate con la propria moto. Questa meta è molto ambita dai centauri che popolano quelle strade e ogni domenica si ritrovano sulla vetta.

### Esplicative
1. ↑   L'Associazione Speleologica Comasca, lo Speleoclub CAI Erba, il Gruppo Grotte Milano CAI SEM, il Gruppo speleologico bergamasco “Le Nottole” e il Gruppo grotte Busto Arsizio
2. ↑   chiamato INGRIGNA!

### Bibliografiche
1. 1 2  Bartolini, p. 19.
2. ↑  Bartolini, pp. 10-11.
3. ↑  Bartolini, pp. 12-13.
4. ↑  Bartolini, p. 9.
5. 1 2  Bartolini, pp. 14-15.